# Tête-à-tête
Tête-à-tête (wymowa: tɛt‿a.tɛt) – nazwa jednej z dopuszczalnych konkurencji gry w pétanque. Termin ten jest odpowiednikiem "gry pojedynczej" w tenisie, badmintonie lub innych sportach.
W konkurencji tête-à-tête występują dwie istotne różnice względem gry drużynowej w petankę:
- zawodnik dysponuje trzema bulami
- ponieważ gra samodzielnie naturalnie brak jest podziału na pozycje gry – zawodnik może polegać wyłącznie na własnych umiejętnościach w zakresie taktyki i takich zagrywek jak puenta czy strzał.

Pozostałe zasady i okoliczności zostają niezmienione.
Zwrot tête-à-tête wywodzi się z tradycyjnej francuskiej nomenklatury gry. Ustępuje jednak czasem błędnemu terminowi „single”, który nie oddaje atmosfery konfrontacji, która zawarta jest we francuskojęzycznej nazwie. Nazewnictwo gry podwójnej (dublety) i potrójnej (triplety) jest w środowisku graczy używane powszechnie i nie występują jego zamienniki.